# Holy Wars... The Punishment Due
〈Holy Wars... The Punishment Due〉 (일명 〈Holy Wars〉)는 미국의 스래시 메탈 밴드 메가데스의 노래이다. 1990년에 발매된 이 곡은 밴드의 네 번째 스튜디오 음반 《Rust in Peace》 (1990년)의 오프닝 트랙이다.

## 음악 및 가사
그 노래는 독특한 구조를 가지고 있다. 이 곡은 빠른 슬래시 섹션으로 시작하며, 2분 26초에 마티 프리드먼의 어쿠스틱 브리지를 따라 〈The Punishment Due〉라는 다른 느리고 무거운 섹션으로 이동한다. 프리드먼이 연주한 두 개의 기타 솔로가 그 사이에 끼어 있다. 그 후, 데이브 머스테인이 이 부분에서 연주한 세 번째이자 마지막 솔로로 다시 한 번 속도를 낸다.
가사는 특히 이스라엘과 북아일랜드에서 발생하는 전 세계적인 종교 갈등을 다루고 있다. 영국 잡지 《기타리스트》와의 인터뷰에서 데이브 머스테인은 북아일랜드에서 이 노래를 작곡하게 된 영감을 받았다고 말했다. 그는 해적판 메가데스 티셔츠가 판매되고 있다는 사실을 발견하고, 〈The Cause〉 (즉, 아일랜드 공화국군 임시파) 기금 모금 활동의 일환이라는 이유로 이 티셔츠를 철거하는 조치를 취하는 것을 거부당했다고 말했다.  〈The Punishment Due〉는 인기 있는 마블 만화책 캐릭터인 퍼니셔를 원작으로 하고 있다.

## 곡 목록
7인치 에디션
1. "Holy Wars... The Punishment Due"
2. "Lucretia"

12인치 에디션
1. "Holy Wars... The Punishment Due"
2. "Interview with Dave Mustaine"

12인치 에디션
1. "Holy Wars... The Punishment Due"
2. "Lucretia"
3. "Interview with Dave Mustaine" (edited)

CD 에디션
1. "Holy Wars... The Punishment Due"
2. "Lucretia"
3. "Interview with Dave Mustaine" (edited)

- 캐피틀 레코드 DPRO-79462

## 인증
| 국가                               | 인증 | 판매량/출하량 |
| ---------------------------------- | ---- | ------------- |
| 미국 (RIAA)                        | 골드 | 500,000       |
| 판매량+스트리밍을 기반으로 한 인증 |      |               |